# Cofattore molibdeno
Il cofattore molibdeno è un cofattore derivante dalla complessazione di uno ione molibdeno da parte della molibdopterina. È conosciuto in letteratura come Moco dall'abbreviazione inglese di molybdenum cofactor.

## Il cofattore molibdeno in natura
Il Moco è contenuto nei molibdo-enzimi mononucleari. Tutti gli animali, le piante terrestri, alghe, eteroconti e certi funghi posseggono i geni per la biosintesi del Moco e molibdo-enzimi. Organismi spesso associati ad altri come tutti i parassiti, i lieviti e ciliati indipendenti non li posseggono, ma si pensa che possano rifornirsi di Moco dall'organismo ospite.

## Biosintesi del cofattore molibdeno

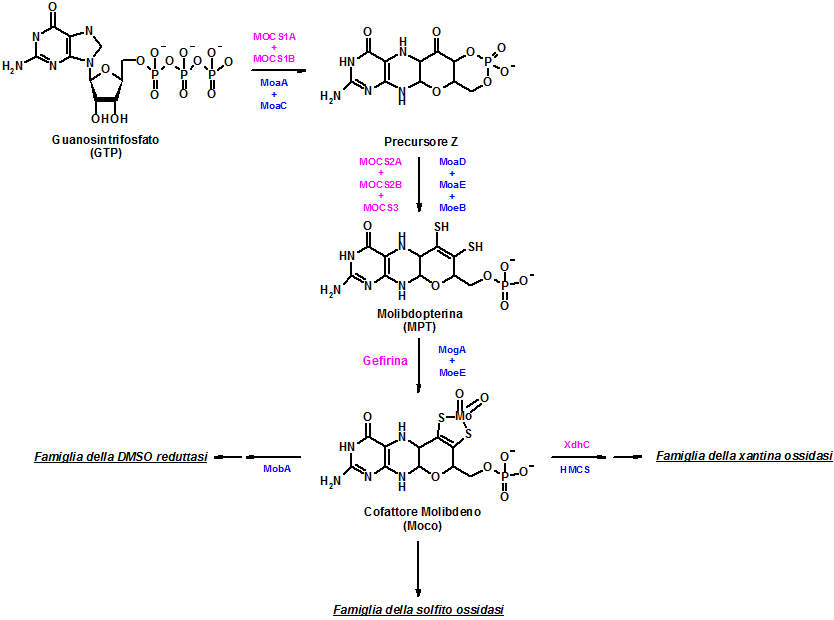
Principali passaggi della biosintesi del cofattore molibdeno. In blu sono riportate le proteine coinvolte nella biosintesi batterica, mentre in rosa sono mostrate le proteine analoghe umane.

La biosintesi del cofattore molibdeno (Moco) segue un'antica e onnipresente sequenza di reazioni che portano all'attivazione biochimica del molibdeno. Difetti genetici nella via biosintetica del Moco per l'uomo causano forti anormalità neurologiche e morte nella prima infanzia. In totale più di 10 geni sono coinvolti in tale biosintesi, e le corrispondenti proteine sono state trovate altamente conservate in vari organismi.
La biosintesi, studiata principalmente in batteri, può essere divisa in 4 passaggi principali partendo dal GTP:
- Formazione del precursore Z
- formazione della molibdopterina dal precursore Z
- inserzione del molibdato per formare il Moco
- modificazioni addizionali del Moco

Enzimi facenti parte della famiglia della solfito ossidasi legano il Moco senza ulteriori modificazioni, mentre solo dopo ulteriori trasformazioni il Moco può essere inserito in quelli della famiglia della xantina ossidasi e della DMSO reduttasi. Per i primi il Moco subisce lo scambio di un ossigeno equatoriale con un atomo di zolfo, formando la forma mono-osso Moco o Moco solforato. Nel caso dei secondi il Moco viene modificato tramite legame pirofosfato con una molecola di guanosil monofosfato (GMP) a formare un molibdopterina guanina dinucleotide (MGD). Successivamente per l'inserzione negli enzimi due equivalenti di MGD complessano un atomo di Molibdeno formando finalmente la bis(molibdopterina guanina dinucleotide)molibdeno (bis(MGD).

### Formazione del precursore Z dalla guanosina
Come nella formazione del tetraidrofolato (THF) e della tetraidrobiopterina (BH4) la biosintesi del Moco inizia da una molecola di GTP.
Nella biosintesi batterica le proteine MoaA e MoaC sono coinvolte nella trasformazione del GTP in precursore Z.
MoaA appartiene alla superfamiglia degli enzimi metilasi dipendenti dal coenzima S-adenosil metionina (SAM), le quali con centri ferro-zolfo  [4Fe-4S]2+ formano un radicale mediante la divisione riduttiva del SAM. Caratteristica delle proteine MoaA è di contenere addirittura due centri ferro-zolfo. Il ruolo di MoaC non è ancora molto chiaro, due possibili funzioni gli sono state supposte. La prima è di enzima accettore del radicale formato dalla MoaA, visto che molti enzimi dipendenti dal coenzima SAM richiedono un'altra proteina nella quale trasferire il radicale. La seconda funzione possibile è il coinvolgimento nella separazione del gruppo pirofosfato, formando il gruppo ciclofosfato del precursore Z.
Le analoghe proteine umane a MoaA e MoaC sono conosciute come MOCS1A e MOCS1B, rispettivamente.

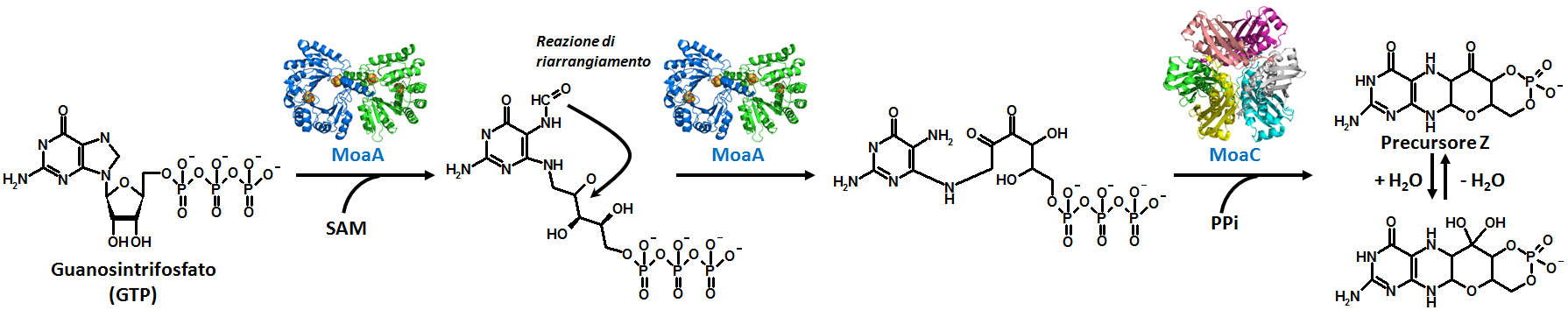
Biosintesi del precursore Z partendo dal GTP. Il carbonio aldeidico è trasferito come formile tra due carboni del ribosio. Il precursore Z è mostrato nella sua forma di tetraidropirano e nel prodotto idratato

### Inserzione di zolfo e formazione di MPT

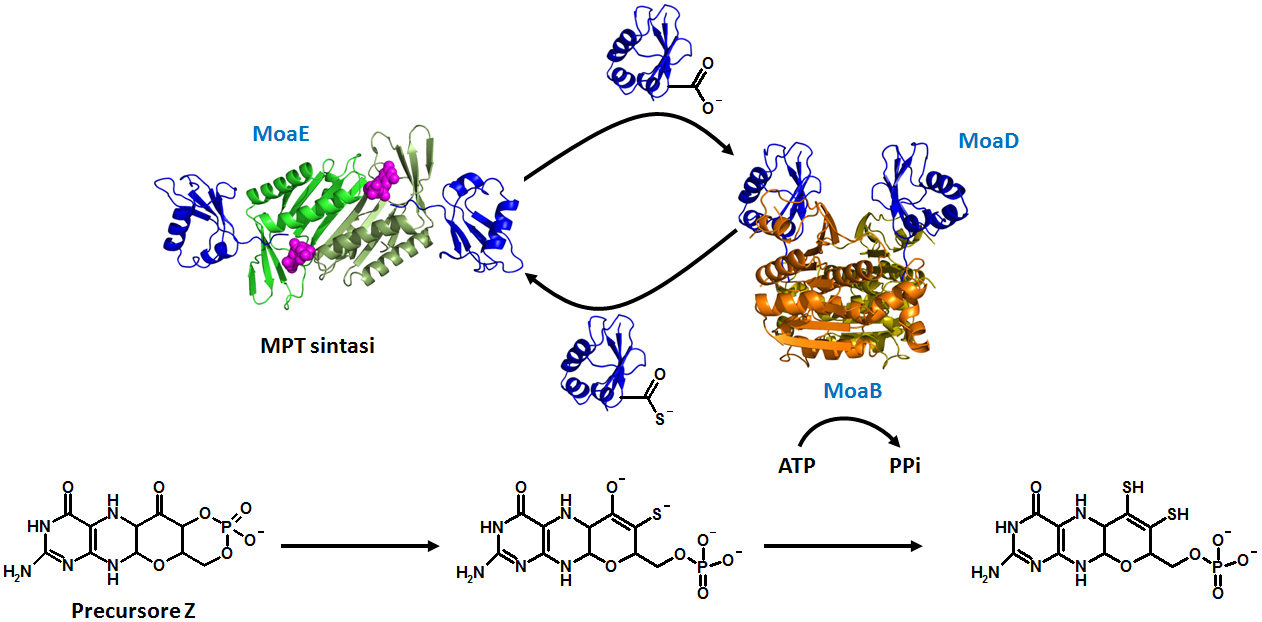
La formazione della molibdopterina avviene tramite il trasferimento di due atomi di zolfo al precursore Z dalla subunità tiocarbocilata MoaD (in blu) della MPT sintasi. Il precursore Z (in rosa) è legato alla subunità MoaE e non si dissocia fino a completa conversione a MPT in due passaggi successivi. MoaD è in grado di staccarsi dalla MoaE (in verde) e formare un complesso con MoeB (in arancio) per la rigenerazione, consumando una molecola di ATP.

Per la formazione della molibdopterina (MPT) 2 atomi di zolfo sono incorporati nel precursore Z in una reazione catalizzata dalla MPT sintasi.
La MPT sintasi è formata da un dimero centrale composto due subunità  chiamate MoaE e piccole subunità chiamate MoaD, che si posizionano agli estremi opposti di ogni MoaE dimero. Queste piccole subunità trasportano lo zolfo in forma di tiocarbossilato sulla glicina C-terminale. Una tasca con amino acidi altamente conservati è presente in MoaE, in prossimità dell'estremità C-terminale di MoaD, ed è capace di legare il precursore Z. Ogni molecola di precursore Z si lega a tale tasca e vi rimane fino alla completa conversione in MPT. Dopo la prima aggiunta di zolfo, mentre l'intermedio emisolfonato rimane legato, il MoaD lascia il posto ad un secondo MoaD solfonato per completare la conversione.
A questo punto il MoaD desolfonato viene rigenerato dalla MoeB. Questa proteina attiva l'estremità C-terminale utilizzando ATP con l'addizione di un acil-adenilato. A questo punto l'acil-adenilato di MoaD è convertito nella rigenerata MoaD tiocarbossilata dall'azione di una proteina contenente persulfato. Dopo la dissociazione da MoeB quindi la MoaD può riprendere il ciclo di conversione del precursore Z a MPT.
Le analoghe proteine umane a MoaE e MoaD sono conosciute come MOCS2B e MOCS2A, rispettivamente, mentre l'analogo umano per MoeB è la MOCS3..

### Inserzione del molibdeno e formazione del Moco
L'ultimo passaggio per la maturazione del cofattore molibdeno (Moco) è l'inserzione di un atomo di molibdeno in coordinazione con il gruppo ditiolene del MPT. Nella via biosintetica batterica due proteine sono state riconosciute come essenziali, la MogA e la MoeA, in una reazione a più stadi.
MogA facilita l'addizione del molibdeno attivando la MPT, tramite l'utilizzo di una molecola di ATP per formare l'intermedio MPT adenilato. MoeA invece media l'addizione del metallo a basse concentrazioni.
Nonostante l'inserzione di molibdeno in MPT possa avvenire senza aiuto di proteine, in vitro per esempio si può ottenere ad alte concentrazioni di molibdato, MogA e MoeA sono essenziali per le concentrazioni fisiologiche a cui si può trovare il molibdeno all'interno delle cellule.
Negli eucarioti, proteine simili alla MogA e MoeA sono fuse insieme in una singola catena polipeptitica. Nell'uomo la gefirina è la proteina coinvolta nell'insersione del molibdeno in MPT, infatti presenta omologia sia tra il suo dominio N-terminale e la MogA, che il suo dominio C-terminale con la MoeA. La gefirina è coinvolta nella biosintesi del Moco nei tessuti non nervosi, mentre si può trovare anche nei terminali postsinaptici dove è di cruciale importanza per l'addensamento dei recettori della glicina nel tessuto nervoso centrale.

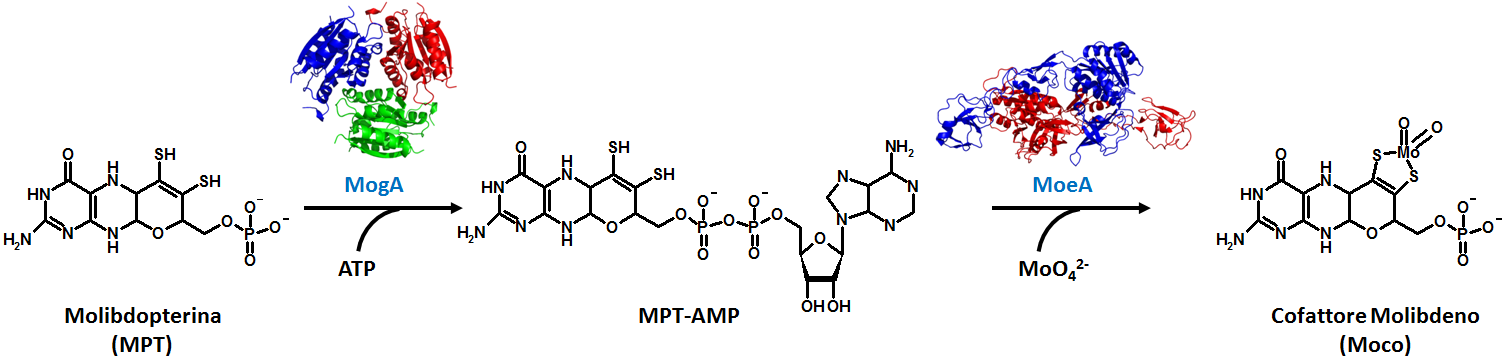
Le proteine MoeA e MogA catalizzano la formazione del Moco dalla MPT tramite l'intermedio MPT adenilato. MogA è responsabile della formazione dell'intermedio mentre MoeA media l'insersione del molibdeno